# Ólafur Kristjánsson
 Ólafur Helgi Kristjánsson (ur. 20 maja 1968 w Reykjavíku) – islandzki trener piłkarski i piłkarz występujący na pozycji obrońcy.

## Kariera klubowa
W swojej karierze Ólafur reprezentował barwy zespołów Hafnarfjarðar, Reykjavíkur oraz Aarhus GF.

## Kariera reprezentacyjna
W reprezentacji Islandii Ólafur zadebiutował 3 kwietnia 1990 w wygranym 4:0 towarzyskim meczu z Bermudami. W latach 1990–1996 w drużynie narodowej rozegrał 13 spotkań.

## Kariera trenerska
Po zakończeniu kariery Ólafur został asystentem trenera w duńskim Aarhus GF. Następnie już samodzielnie prowadził drużyny Fram, Breiðablik UBK oraz FC Nordsjælland. Wraz z Breiðablikiem zdobył mistrzostwo Islandii (2010), Puchar Islandii (2009) oraz Puchar Ligi Islandzkiej (2009).